# 白色強人
《白色強人》（英語：Big White Duel），香港電視廣播有限公司拍攝製作的時裝醫務電視劇集，取用阿萊Alexa攝影機拍攝，由郭晉安、馬國明、唐詩詠、李佳芯及張曦雯領銜主演，並由何廣沛、馮盈盈、姜大衞、蔣志光、朱智賢、黃嘉樂、韋家雄及鄭子誠聯合演出，編審黃偉強，監製為羅永賢，強人系列第二部曲。自2019年6月10起於無綫電視翡翠台首播，台灣由MyVideo、KKTV、LiTV 線上影視跟播。
此劇故事主要圍繞醫生救急扶危情況以及探討醫療改革問題，為2018年香港國際影視展十七部推介劇集之一、2019無綫節目巡禮十九部劇集之一及2019年香港國際影視展十部推介劇集之一。
馬國明及唐詩詠憑此劇於《星和璀璨星光夜2019》分別獲得「最佳TVB男藝人」及「最佳TVB女藝人」獎；而馬國明憑此劇於《萬千星輝頒獎典禮2019》獲得「最佳男主角」獎，成為香港視帝。此劇亦於《萬千星輝頒獎典禮2019》獲得「最佳劇集」獎。

## 演員表

### 明成北醫院（MPH－Marshall Paxton Hospital）

#### 管理層
| 演員   | 角色   | 暱稱／關係 |
| 姜大衞 | 呂仲學 | 呂院長、Dr. Lui、呂醫生 院長／行政總監→榮譽顧問（第18集起）／衛生局局長（第25集起） 前明成北醫院心胸肺外科主管兼顧問醫生 醫委會委員 極力反對醫療改革，被視為保守派的代表及主要領袖 患有肺癌，後痊癒並康復 呂靄寧之父 溫銘章之下屬，與其不和 楊逸滔之上司兼天敵，曾因意見分歧而與其針鋒相對，最終冰釋前嫌 欣賞、賞識唐明，並支持其擔任明成北院長 於第2集邀請唐明擔任明成北醫院心胸肺外科主管，但楊逸滔反對 於第8－9集接受唐明與楊逸滔聯合手術，雖然成功切除腫瘤，但於第10集因林學祈的手套穿洞及帶有腦膜炎病菌而感染腦膜炎並昏迷一個月 於第15集甦醒，並得知楊逸滔謊報自己於手術前曾服用感冒藥才會導致腦膜炎 於第16集向楊逸滔提出起訴及將其停職，後楊逸滔經曹洋令行政長官致電呂仲學並勸告其撤銷對楊逸滔的起訴，其後呂仲學撤銷對楊逸滔的起訴並解除停職 於第18集起成為明成北醫院榮譽顧問 於第20集游說吳榮業支持醫療改革方案，但不果 於第22集參與器官移植聯合手術，並成功完成 於第25集獲委任為衛生局局長 |
| 郭晉安 | 楊逸滔 | 楊院長、楊副院長、YT 副院長／外科主管 → 副行政總監（第2集起） → 代理院長 → 院長／行政總監（第18集起） 極力推動醫療改革，被視為改革派的代表及主要領袖，最後倒戈反對 呂仲學之下屬兼天敵，曾因意見分歧而與其針鋒相對，最終冰釋前嫌 於第2集反對唐明擔任明成北醫院心胸肺外科主管 於第3集贊成唐明擔任明成北醫院心胸肺外科主管 於第9集被呂仲學起訴及停職 於第10集起為明成北醫院代理院長 於第16集被呂仲學起訴及停職，後楊逸滔經曹洋令特首致電呂仲學並勸告其撤銷對楊逸滔的起訴，其後呂仲學撤銷對楊逸滔的起訴並解除停職 於第18集起為明成北醫院院長 於第23集得知林海生打算廢除明成北急症室，憤而向游國棟施壓煞停醫改方案，並讓康橋向外發布游國棟之黑材料 於第24集倒戈醫改方案，並向吳榮業表示打算說謊稱自己曾刪改醫改報告之數據來推倒醫改方案 於第25集提議唐明接任明成北院長，並讓康橋發佈網上輿論，揭發醫改真相，最終成功令方案被大比數否決，並於三年後重組醫療改革委員會 參見腦神經外科                     |
| 馬國明 | 唐 明  | 唐副院長、唐明醫生 代理副院長 → 副院長／副行政總監（第18集起） 於第15集起為明成北醫院代理副院長 於第18集起為明成北醫院副院長 於第21集獲郭逸材邀請加入醫改委員會，但婉拒其 於第25集獲楊逸滔提議接任明成北院長，要求特首運用權力剔走醫改議案，但被其拒絕，後受吳榮業邀請到立法會就表決醫改發言，最終成功令方案被大比數否決 參見心胸肺外科 |

#### 腦神經外科（NES／Neuro－Neurosurgery）
| 演員   | 角色   | 暱稱／關係 |
| 郭晉安 | 楊逸滔 | 真正的白色強人 YT Yeung、YT、楊醫生 外科主管／部門主管 醫療改革召集人之一兼醫療改革委員會主席 前慈愛醫院腦神經外科顧問醫生 香港首屈一指之腦外科醫生 於2013年5月加入明成北醫院 於2014年正式接受醫療改革委員會的委任推行醫療改革方案 呂仲學之下屬兼天敵，曾因意見分歧而與其針鋒相對，於上輯末冰釋前嫌 林學祈之上司，並利用他，後和好 呂靄寧之上司、師父兼暗戀對象 與唐明、余湛深亦敵亦友，最後與唐明成為好友 康橋之好友兼暗戀對象 溫銘章之好友兼情敵，並與其一起合作推行醫療改革方案，於第11集反目 與游國棟互相勾結兼合作，後反目 於第8集被呂仲學無限期封刀 於第9集與唐明合作替呂仲學切除腫瘤 於第10集在手術後得知林學祈的手套穿洞及帶有腦膜炎病菌而令呂仲學患上腦膜炎並陷入昏迷狀態，欲就此事向醫發局中立持平報告，但因林海生認講雙倍股份而向醫發局訛稱呂仲學在手術前服用感冒藥 於第16集被呂仲學起訴及停職，後其經曹洋令行政長官致電呂仲學並勸告對方撤銷對其的起訴，最終成功令呂仲學撤銷起訴並即時復職 於第18集起為明成北醫院院長 於第20集本來要與特首就醫改方案開會，後來決定為馬秀嫻做腦部手術而讓呂靄寧代表其與特首開會 於第24集與唐明合作為程洛雯進行切除心臟腫瘤的手術 |
| 黃嘉樂 | 林學祈 | Dr. Lam、Patrick、林醫生 副顧問醫生→顧問醫生 林海生之子 楊逸滔之下屬，並被對方利用，後和好 支持楊逸滔擔任明成北院長 於第10集為腦膜炎病人檢查而帶有腦膜炎病菌，在手術期間因手套穿洞令呂仲學感染腦膜炎及陷入昏迷狀態 於第23集告知楊逸滔其父親要求解散明成北急症室作為其投資之條件 |
| 張曦雯 | 呂靄寧 | Dr. Lui、Yan、呂醫生 駐院醫生→副顧問醫生 性格單純、愛打聽 呂仲學之女 楊逸滔之下屬兼徒弟，並暗戀其 林學祈之下屬 蘇怡、程洛雯之好友 康橋之情敵 支持楊逸滔擔任明成北院長 於第11集首次擔任主刀 於第18集陪同楊逸滔出席醫改晚會，在沒有任何醫療裝備下決定用電鑽為嚴重腦出血傷者搶救 於第19集接受內部聆訊 於第20集原本陪同楊逸滔與特首就醫改方案開會，後代表決定為馬秀嫻做手術的楊逸滔與特首開會 於第23集得悉程洛雯心臟腫瘤復發 於第24集被楊逸滔命為倒戈醫改方案的證人 於第25集告訴唐明醫改方案通過後明成北將會取消急症室 |

#### 心胸肺外科（CTS－Cardiothoracic Surgery）
| 演員           | 角色   | 暱稱／關係 |
| 焦浩軒（青年） | 唐 明  | Dr. Tong、唐明醫生、唐醫生 部門主管 前澤安醫院心胸肺外科顧問醫生 亞洲心胸肺手術界之權威醫生 於2001年在香港大學醫學院畢業，加入行業十七年 於2003年與余湛琛一起在威爾斯親王醫院實習 於2012年6月30日曾為特首郭逸材進行心臟移植手術 蘇怡之前夫，於2013年與其離婚，於第19集復合，於第25集末（三年後）交代即將與其再婚 程洛雯之上司兼暗戀對象，於第21集獲蘇怡告知程洛雯暗戀自己 潘懷德之上司兼師父 何秉光、方書婷之上司 余湛琛之好友 與楊逸滔亦敵亦友，後為好友 於第2集接受醫委會內部聆訊 於第3集成為明成北醫院心胸肺外科主管 於第5集以一小時三十分為張小敏完成手術，打破業界於穿透性創傷手術的時間記錄 第8集私下為呂仲學切除下肺葉腫瘤，但因發現腫瘤擴散至脊椎而停止手術 於第9集與楊逸滔合作替呂仲學施行切除腫瘤手術 於第11集溫銘章與楊逸滔反目後，獲溫銘章倒戈支持，並建議其參選與楊逸滔爭競逐新一屆明成北院長一職 於第12集決定與楊逸滔爭奪明成北院長之位 於第14集在急症室封鎖期間擔任現場負責人 於第15集強行進入被封鎖的急症室照顧蘇怡 於第20集得知程洛雯患有心臟腫瘤 於第22集邀請封刀已久的呂仲學參與器官移植聯合手術 於第23集自薦為程洛雯主診 於第24集與楊逸滔合作為程洛雯切除心臟腫瘤的手術，並成為香港首位進行及完成自體心臟移植手術之醫生 於第25集建議程洛雯前往美國休養治療及接受手術後康復治療                                                                   |
| 馬國明         | 唐 明  | Dr. Tong、唐明醫生、唐醫生 部門主管 前澤安醫院心胸肺外科顧問醫生 亞洲心胸肺手術界之權威醫生 於2001年在香港大學醫學院畢業，加入行業十七年 於2003年與余湛琛一起在威爾斯親王醫院實習 於2012年6月30日曾為特首郭逸材進行心臟移植手術 蘇怡之前夫，於2013年與其離婚，於第19集復合，於第25集末（三年後）交代即將與其再婚 程洛雯之上司兼暗戀對象，於第21集獲蘇怡告知程洛雯暗戀自己 潘懷德之上司兼師父 何秉光、方書婷之上司 余湛琛之好友 與楊逸滔亦敵亦友，後為好友 於第2集接受醫委會內部聆訊 於第3集成為明成北醫院心胸肺外科主管 於第5集以一小時三十分為張小敏完成手術，打破業界於穿透性創傷手術的時間記錄 第8集私下為呂仲學切除下肺葉腫瘤，但因發現腫瘤擴散至脊椎而停止手術 於第9集與楊逸滔合作替呂仲學施行切除腫瘤手術 於第11集溫銘章與楊逸滔反目後，獲溫銘章倒戈支持，並建議其參選與楊逸滔爭競逐新一屆明成北院長一職 於第12集決定與楊逸滔爭奪明成北院長之位 於第14集在急症室封鎖期間擔任現場負責人 於第15集強行進入被封鎖的急症室照顧蘇怡 於第20集得知程洛雯患有心臟腫瘤 於第22集邀請封刀已久的呂仲學參與器官移植聯合手術 於第23集自薦為程洛雯主診 於第24集與楊逸滔合作為程洛雯切除心臟腫瘤的手術，並成為香港首位進行及完成自體心臟移植手術之醫生 於第25集建議程洛雯前往美國休養治療及接受手術後康復治療                                                                   |
| 李佳芯         | 程洛雯 | Dr. Ching、Kennis、程醫生 副顧問醫生→顧問醫生（第16集起），後因要到美國接受治療，治療後暫時做了無國界醫生（第25集） 不喜歡在別人面前流露自己感受，只會在蘇怡、呂靄寧、唐明、方書婷面前流露情感 畢業醫學院後在明成北醫院實習，不足五年就從駐院醫生升任為副顧問醫生，總共只用不足八年時間由實習晉升至副顧問醫生 本來是楊逸滔屬意接任心胸肺外科部門主管人選，後因呂仲學安排唐明空降部門主管一職而無法升職 於2018年請假兩個月往美國進行心臟良性腫瘤切除手術 唐明之下屬，初期不滿其，後漸漸欣賞並暗戀其，於第21集被蘇怡告知唐明 何秉光之同級，於第16集起為其上司，因受楊逸滔賞識而被其嫉妒並經常針對 潘懷德、方書婷之上司 蘇怡之好友兼情敵，於第2集起為其租客 呂靄寧之好友 於第13集與蘇怡不依程序為地盤意外傷者開胸急救，導致傷者受感染死亡 於第16集獲升為顧問醫生，並出現心臟腫瘤復發徵兆 於第17集鼓勵蘇怡與唐明復合，並向蘇怡坦白自己暗戀唐明 於第20集被唐明發現患有心臟腫瘤 於第22集與蘇怡、潘懷德到槍擊案現場搶救槍傷人質 於第23集證實心臟腫瘤復發，並向蘇怡、呂靄寧坦白其病情 於第24集在進行以自體心臟移植方式切除心臟腫瘤手術途中出現頸動脈血管栓塞，幸得楊逸滔幫忙而手術成功 於第25集前往美國休養治療及接受化療後未有回港；三年後擔任無國界醫生，在救護營地被反政府軍包圍時因堅持不肯交出受傷政府軍成員，疑似被反政府軍首領開槍而死 於《白色強人II》被提及生死未卜 |
| 韋家雄         | 何秉光 | Dr. Ho、Hugo、何醫生 副顧問醫生 為人常推卸責任且好打小報告而成為心胸肺外科眾醫生之不滿對象，後期開始變得盡責而漸漸獲得他們重新接納 馬秀嫻之夫，與其育有一子 唐明之下屬 程洛雯之同級，於第16集起為其下屬，因嫉妒其受楊逸滔賞識而經常針對其 於第6集在手術期間接聽電話期間病人出現緊急狀況，幸得潘懷德與方書婷能及時搶救令手術成功完成，事後要求潘懷德不要將此事告知唐明 於第18集原本打算辭職去私家醫院跳槽，後來改變主意，同集因進來了明成北醫院之前做駐院醫生時，曾經作為副刀替了一個內臟逆位的病人做過心瓣修補手術，而以自己的經驗成功協助唐明完成林志雄的腫瘤切除手術 於第22集忍痛決定為腦幹死亡的馬秀嫻拔喉，並決定將其器官捐出作器官移植，後暫時休假 於第24集提早復工 |
| 何廣沛         | 潘懷德 | Dr. Poon、德仔、Max、潘醫生 駐院醫生→副顧問醫生（第16集起） 前澤安醫院心胸肺外科駐院醫生 唐明之下屬兼徒弟 程洛雯之下屬 不滿何秉光，後接納其 與方書婷有感情線，於第11集起為其男友 韋文意之暗戀對象 支持唐明擔任明成北院長 於第6集在何秉光於手術期間接聽電話時病人情況突變，其與方書婷合力完成手術，後何秉光勸其向唐明隱瞞真相 於第11集首次擔任主刀替一名10歲男童做心臟心包積血清除手術，並用27分鐘完成手術，打破師父唐明最快30分鐘的紀錄 於第16集獲升為副顧問醫生 於第19集被劉東挾持並導致頭部受輕傷，後因對方病情惡化暈倒而脫險 於第20集得知程洛雯患有心臟腫瘤 於第22集與蘇怡、程洛雯到槍擊案現場搶救槍傷人質，並成功勸服疑犯讓傷者送往明成北救治 於《白色強人II》被提及與方書婷在英國的一家醫院工作 |
| 馮盈盈         | 方書婷 | Dr. Fong、Ceci、方醫生 駐院醫生 唐明、程洛雯之下屬 不滿何秉光，後接納其 與潘懷德有感情線，於第11集起為其女友 於第18集與韋文意私下替一名未能付急症室費用的持雙程證少女縫針 於《白色強人II》被提及與潘懷德在英國的一家醫院工作 |
| 姚亦澧         | 鄭加宏 | Calvin、鄭醫生 實習醫生 |
| 陳偉洪         | 洪祿榮 | Peter、洪醫生 實習醫生 |
| 楊家寶         | 何賢曦 | Mary、何醫生 實習醫生 |
| 黃穎君         |        | 實習醫生 |
| 彭紀諺         |        | 實習醫生 |
| 吳綺珊         |        | 實習醫生 |

#### 急症室（A & E－Accident & Emergency）
| 演員           | 角色   | 暱稱／關係 |
| 馬貫東（青年） | 余湛琛 | Dr. Yu、Samuel、琛哥、余醫生、阿琛（唐明專稱） 部門主管／顧問醫生 十七年前曾與唐明一起在威爾斯親王醫院實習 十二年前加入明成北醫院 於2014年推薦蘇怡加入明成北醫院 蘇怡之上司兼好友，並暗戀其 唐明之好友 與楊逸滔亦敵亦友 支持唐明擔任明成北院長 於第14集因急症室疑似出現中東呼吸綜合症個案後，而決定緊急封鎖急症室 於第25集在急症室被關閉後與蘇怡堅持為車禍傷者搶救 |
| 蔣志光         | 余湛琛 | Dr. Yu、Samuel、琛哥、余醫生、阿琛（唐明專稱） 部門主管／顧問醫生 十七年前曾與唐明一起在威爾斯親王醫院實習 十二年前加入明成北醫院 於2014年推薦蘇怡加入明成北醫院 蘇怡之上司兼好友，並暗戀其 唐明之好友 與楊逸滔亦敵亦友 支持唐明擔任明成北院長 於第14集因急症室疑似出現中東呼吸綜合症個案後，而決定緊急封鎖急症室 於第25集在急症室被關閉後與蘇怡堅持為車禍傷者搶救 |
| 唐詩詠         | 蘇 怡  | Dr. So、Zoe、蘇醫生、師母（潘懷德短暫專稱） 副顧問醫生 曾為家庭醫生 於2014年與唐明離婚一年後，通過香港急症科醫學院專科試，經余湛琛推薦，加入明成北醫院 唐明之前妻，於2013年與其離婚，於第19集復合，於第25集末（三年後（2022年））交代即將與其再婚 余湛琛之下屬兼好友兼暗戀對象 程洛雯之好友兼情敵，於第2集起為其房東 呂靄寧之好友 支持唐明擔任明成北院長 於第13集與程洛雯不依程序為地盤意外傷者開胸急救，引致傷者受感染死亡 於第15集疑似感染中東呼吸綜合症，最後證實感染甲型流感 於第17集得悉程洛雯暗戀唐明 於第21集與程洛雯、潘懷德到槍擊案現場搶救槍傷人質 於第23集得悉程洛雯心臟腫瘤復發 於第25集在急症室被關閉後與余湛琛堅持為車禍傷者搶救 |
| 郭田葰         | 林紹良 | Dr. Lam、Don、林醫生 駐院醫生 於第25集在急症室被關閉後與余湛琛、蘇怡堅持為車禍傷者搶救 於《白色強人II》改由林俊其飾演 |
| 趙璧渝         | 張善珩 | Dr. Cheung、Jackie、張醫生 實習醫生 於第25集在急症室被關閉後與余湛琛、蘇怡堅持為車禍傷者搶救 |
| 周麗欣         | 馬穎芝 | Dr. Ma、Paula、馬醫生 實習醫生 於第25集在急症室被關閉後與余湛琛、蘇怡堅持為車禍傷者搶救 |
| 容天佑         | 司徒   | Vincent、司徒醫生 實習醫生 於第25集在急症室被關閉後與余湛琛、蘇怡堅持為車禍傷者搶救 |

#### 麻醉科（Anaesthesiology）
| 演員   | 角色   | 暱稱／關係 |
| 秦啟維 | 李君雄 | Roger、Dr. Lee、李醫生 部門主管／顧問醫生 麥子明、區美媚之上司 於第8集參與唐明私下為呂仲學進行的腫瘤切除手術，並答應將事件保密 |
| 冼灝英 | 麥子明 | Thomas、Dr. Mak、麥醫生 副顧問醫生 李君雄之下屬                                                                                |
| 李綺雯 | 區美媚 | Chris、Dr. Au、區醫生 駐院醫生 李君雄之下屬                                                                                    |

#### 護理科（Nursing）
| 演員   | 角色   | 暱稱／關係 |
| 曾琬莎 |        | 護士長／急症室護士長 汪澄之上司 |
| 潘芳芳 | 汪 澄  | 汪姑娘 副護士長／資深護師／急症室護士 張小敏之母 於第5集其女兒在幼稚園被王志強襲擊受重傷，送院後接受唐明之手術後康復 |
| 吳沚默 | 韋文意 | Macy 註冊護士／急症室護士，於三年前加入 父親為骨科醫生，母親是退休資深護士 於第7集起喜歡上潘懷德並暗戀其，後於第11集放棄 於第13集與蘇怡和程洛雯到地盤倒塌意外現場拯救傷者 於第18集與方書婷私下替一名未能付急症室費用的持雙程證少女縫針 於《白色強人II》被提及已經離職 |
| 李君妍 | 區子柔 | Kate 註冊護士／急症室護士 |
| 胡 㻗  | 謝家俊 | Roy 註冊護士／急症室護士 |
| 鄭嘉豪 | 鄭洛軒 | 註冊護士 |
| 楊嘉欣 | 梁曉藍 | 註冊護士 |
| 周梓盈 | 鄧楚翹 | 註冊護士 |
| 羅欣羚 | 何啟晴 | 註冊護士 |
| 葉蒨文 | 歐奕明 | 註冊護士 |
| 文雅   | June   | 護士 |
| 林俊其 |        | 護士 |
| 邱 晴  |        | 護士 |
| 張嘉琪 |        | 護士 |
| 尹詩沛 |        | 護士 |

#### 其他部門
| 演員   | 角色   | 暱稱／關係                                                       |
| 鍾志光 | 林狄勤 | Duncan、Dr. Lam、林醫生 部門主管                                 |
| 關偉倫 | 楊國權 | KK、Dr. Yan、楊醫生 部門主管                                     |
| 洋     | 陳堅成 | Dr. Chan、陳醫生 部門主管                                        |
| 溫裕紅 | 羅醫生 | 腸胃外科部門主管／顧問醫生                                       |
| 李忠希 | 劉裕中 | Dr. Lau、劉醫生 骨科部門主管／顧問醫生                           |
| 劉彩玉 | 陸永衡 | 陸醫生 婦產科部門主管／顧問醫生 於第13集負責替康橋做人工流產手術 |
| 黃建東 | 張國文 | Dr. Cheung、張醫生 深切治療部部門主管／顧問醫生 劉維利之上司     |
| 衛志豪 | 劉維利 | William、Dr. Lau、劉醫生 深切治療部副顧問醫生 張國文之下屬       |
| 張翼東 |        | 手術室護士／灌注師                                               |
| 張韡騰 |        | 灌注師                                                           |
| 邵卓堯 |        | 麻醉醫生／灌注師                                                 |
| 郭千瑜 |        | 手術室護士                                                       |
| 張詩欣 |        | 手術室護士                                                       |
| 馮俐頤 |        | 手術室護士                                                       |

#### 救護員（EMT－Emergency Medical Technician）
| 演員   | 角色   | 暱稱／關係 |
| 譚焯升 | 蘇嘉樂 | 救護員     |
| 朱樂洺 | 馮曦舜 | 救護員     |
| 葉家泓 | 黃立剛 | 救護隊目   |
| 陳俊堅 | 黃家榮 | 救護員     |
| 范仲恆 | 潘逸豪 | 救護員     |
| 盧偉文 | 林文聲 | 救護員     |

### 政府官員／政府部門
| 演員   | 角色   | 暱稱／關係 |
| 吳瑞庭 | 郭逸材 | 行政長官、CE、特首、郭特首 行政長官 於2012年6月30日曾接受唐明主刀的心臟移植手術 於第16集致電給呂仲學並勸對方撤銷對楊逸滔的起訴 於第21集邀請唐明加入醫改委員會，但被其婉拒 於第24集就游國棟於十四年前在摩洛哥毆打妓女後棄保潛逃一事開記者會，並表示支持對方 於第25集被唐明要求運用權力剔走醫改議案，但拒絕其 |
| 莫偉文 |        | 三司司長 於2012年6月30日曾觀摩唐明為郭逸財施心臟移植手術 於第24集與行政長官就游國棟多年前在摩洛哥毆打妓女後棄保潛逃一事開記者會 |
| 區軒瑋 |        | 三司司長 於2012年6月30日曾觀摩唐明為郭逸財施心臟移植手術 於第24集與行政長官就游國棟多年前在摩洛哥毆打妓女後棄保潛逃一事開記者會 |
| 張俊平 |        | 三司司長 於2012年6月30日曾觀摩唐明為郭逸財施心臟移植手術 於第24集與行政長官就游國棟多年前在摩洛哥毆打妓女後棄保潛逃一事開記者會 |
| 張本立 | 張實秋 | 張局長、張醫生、Dr. Cheung 衛生局局長 →前衛生局局長／醫療改革方案委員會委員 游國棟之上司 支持醫療改革 於第12集因車輛被示威者擲油漆而發生嚴重交通意外並導致重傷，由游國棟當任衛生局署理局長 於第13集身體腦細胞壞死而逝世並由游國棟取代其擔任衛生局局長 |
| 鄭子誠 | 游國棟 | Ivan、游副局長、游局長、游醫生、Dr. Yau 衛生局局長政治助理→衛生局副局長→衛生局署理局長→衛生局局長，後辭職／醫療改革方案委員會委員 前慈愛私立醫院肝臟內科顧問醫生 於2010年由英國回流返港執業，於2015年脫離私人執業，加入政府任職衛生局局長政治助理，於2017年政府換屆，被現屆政府留任並且晉升為衛生局副局長 張實秋之下屬兼助手 溫銘章之上司，後反目 與楊逸滔互相勾結兼合作，後反目 支持醫療改革 於第12集因張實秋車輛被示威者擲油漆而發生嚴重交通意外並導致重傷而成為衛生局署理局長 於第13集接任衛生局局長，並就陳日材經程洛雯等人即場為其進行開胸手術令其死亡一事向唐明問責 於第17集聲稱要罷免溫銘章在醫發局主席一職，但指如果對方願意支持楊逸滔成為明成北下任院長的話，將會推薦其擔任衛生局副局長 於第18集發現程洛雯曾進行心臟良性瘤切除手術，但未有向醫院發展局申報病歷而勸其退出競逐院長之位 於第22集吿知溫銘章其已決定在醫改方案落實後解散醫院發展局，並得知林海生打算廢除明成北急症室，但刻意隱瞞楊逸滔 於第23集被楊逸滔得知林海生要廢除明成北急症室，當對方向其表示如果廢除急症室就煞停醫改方案，其亦威脅要拉楊逸滔下馬，後被揭發其於2005年於摩洛哥旅遊期間曾因毆打妓女被警方拘捕後棄保潛逃之醜聞 於第24集與特首及三位司長開記者會解釋醜聞一事 於第25集下令關閉明成北急症室，其後因醫改被大比數否決而辭任衛生局局長一職，並由呂仲學接任 |
| 張達倫 | 溫銘章 | Martin、溫主席、溫醫生、Dr. Wan 醫院發展局主席／醫院管理局成員／醫療改革方案委員會委員 於2007年被委任為醫委會會員，第二屆擔任主席的任期差不多屆滿了 康橋之夫，與其結婚三年，後離婚 游國棟之下屬，後反目 呂仲學、楊敏惠、黃光耀、趙國雄之上司 楊逸滔之好友兼情敵，並與其一起合作推行醫療改革方案，於第11集反目 支持醫療改革 於三年前遇上交通意外導致性功能障礙 於第11集發現康橋懷孕後懷疑其與楊逸滔出軌而打傷她，並與楊逸滔反目 於第12集決定倒戈建議唐明參選，並支持對方與楊逸滔爭奪下一屆明成北院長一職 於第13集和向楊逸滔表示決定原諒康橋，但不允許康橋再與楊逸滔有任何關係 於第16集被康橋提出離婚 於第17集被游國棟要脅罷免其醫發局主席一職，後對方表示如果其願意支持楊逸滔成為明成北下任院長，將會推薦其擔任衛生局副局長 於第22集被游國棟吿知醫發局將在醫改方案落實後解散及得知林海生打算廢除明成北急症室，但沒告知楊逸滔 於第23集將游國棟的黑材料交給康橋 於第24集威脅唐明要求對方讓大批學者及傳媒觀看其替程洛雯做心臟手術之過程，否則阻止其進行手術，最終楊逸滔答應於醫院會議室內直播手術過程 |
| 陳榮峻 | 林海生 | 林主席、林先生 立法會改革派主席／醫療改革方案委員會委員 醫學界地位舉足輕重 林學祈之父 吳榮業所屬政黨之幕後金主、實際操控人及決策人 半支持及半反對醫療改革 於第4集要求楊逸滔讓其子升職作為對方呼籲其他委員支持醫療改革方案之條件 於第10集向楊逸滔提出其願意認講雙倍股份，以換取對方向醫發局隱瞞林學祈間接令呂仲學患上腦膜炎一事 於第22集向游國棟及溫銘章提出廢除明成北急症室，否則他與其他商家不會集資給明成北醫院 |
| 譚偉權 | 吳榮業 | 吳議員 立法會議員／反對醫療改革方案委員會委員 極力反對醫療改革，為保守派主要成員之一 針對楊逸滔，後和好 呂仲學之好友 戴學文、莊君元、楊雄哲之黨友 於第7集陪同王志強家屬向楊逸滔追討賠償 於第15集就未經醫發局批准封鎖急症室一事向楊逸滔問責 於第20集拒絕呂仲學要求其政黨改為支持醫改方案之勸說，及拒絕游國棟提出的交換方案 於第24集與其黨友跟楊逸滔見面，並商討推翻醫改方案之辦法 |
| 鄧英敏 | 鍾建成 | 立法會主席 負責分配贊成或反對醫療改革問題及建議提議方案作出報告 |
| 蓋世寶 | 張淑儀 | 立法會議員 |
| 關浩揚 | 歐國雄 | 立法會議員 |
| 楊瑞麟 | 林志輝 | 立法會議員 |
| 蔡國威 |        | 立法會議員 |
| 伍慶華 | 戴學文 | 立法會議員 吳榮業之黨友 反對醫改方案 |
| 黃耀文 | 莊君元 | 立法會議員 吳榮業之黨友 反對醫改方案 |
| 黃志榮 | 楊雄哲 | 立法會議員 吳榮業之黨友 反對醫改方案 |
| 馮康寧 | 馮尚正 | 特首辦副主任 |

### TNN電視台（Television Network News）
| 演員   | 角色  | 暱稱／關係 |
| 朱智賢 | 康 橋 | Eugene、阿橋、康小姐 新聞部總監 本身有心房間隔缺損，懷孕期間令心臟病情加劇 溫銘章之妻，與其結婚三年，後離婚 楊逸滔之好友，並暗戀其 呂靄寧之情敵 支持楊逸滔擔任明成北院長 於第10集發現懷孕兩個月，但非溫銘章的骨肉 於第11集其向楊逸滔交代，其因之前飲醉酒與陌生人發生一夜情而懷孕，但被溫銘章誤會其與楊逸滔有私情而打傷她 於第13集往明成北醫院找唐明，離開時因妊娠高血壓導致胎盤剝離而大量出血並暈倒，後接受人工流產及心瓣修補手術 於第16集向溫銘章提出離婚 於第19集與楊逸滔勸說何應昆之家屬撤銷向呂靄寧的投訴，並向呂靄寧坦白自己喜歡楊逸滔 於第22集帶同記者到明成北急症室拍攝宣傳片 於第23集與楊逸滔商量後決定發佈由溫銘章手上得到有關游國棟的醜聞 於第25集在楊逸滔的指示下發佈網上輿論，揭發醫改真相 於《白色強人II》被楊逸滔提及已經前往美國進修 |
| 劉嘉琪 |       | 康橋之助理（第1－2、4、12、15、17－18集） |
| 游莨維 | Alan  | 新聞主播（第2、4－5、18集） |
| 蔡康年 | Ricky | 政治部總編輯（第5、7、15集） |
| 吳曠利 | Tommy | 新聞部職員 康橋之下屬（第7、15集） |
| 蘇可欣 | Sandy | 新聞部職員 康橋之下屬（第7、15集） |
| 吳幸美 |       | 新聞主播（第12集） |

### 其他演員
| 演員     | 角色       | 暱稱／關係 |
| 袁鎮業   |            | 發現車禍之男子（第1集） |
| 羅 鴻    | 何家權     | 車禍傷者 車禍時被鋼筋插中腹腔引致嚴重內出血 （第1集） |
| 胡美貽   | 吳 太      | 吳榮業之妻 車禍傷者 患有腦血管瘤 （第1－2集） |
| 江富強   | 張永昌     | 四十二歲 急症室病人 高空工作時墮地受傷 （第1集） |
| 蕭凱欣   | 陳敏華     | 急症室病人（第1－2集） |
| 袁潔儀   | 陳 太      | 陳敏華之母（第1－2集） |
| 吳天佑   |            | 冰球球員 唐明及潘懷德之隊友 於第1集因食物中毒入院（第1、18集） |
| 鄧嘉傑   |            | 冰球球員 唐明及潘懷德之隊友 於第1集因食物中毒入院（第1、18集） |
| 何晉樂   |            | 冰球球員 唐明及潘懷德之隊友 於第1集因食物中毒入院（第1、18集） |
| 吳子冲   |            | 冰球球員 唐明及潘懷德之隊友 於第1集因食物中毒入院（第1、18集） |
| 李顯曜   |            | 冰球球員 唐明及潘懷德之隊友 於第1集因食物中毒入院（第1、18集） |
| 陳永良   |            | 冰球球員 唐明及潘懷德之隊友 於第1集因食物中毒入院（第1、18集） |
| 司徒洛軒 |            | 冰球球員 唐明及潘懷德之隊友 於第1集因食物中毒入院（第1、18集） |
| 曾健明   | 林 基      | 急症室病人 有酗酒習慣 患有肝病（第2集） |
| 黃文意   |            | 林基之女（第2集） |
| 劉桂芳   | 張 麗      | 四十三歲 病人 唐明之前病人 於2018年3月4日接受心臟移植手術，手術進行期間發現血型不吻合，康復後要服用多一倍劑量的抗排斥藥 於第2集在手術中途不治（第2集） |
| 陳婉婷   | Kitty      | 傅小姐 明星 急症室病人 因連續兩次演出期間氣胸（爆肺）而入院 於六年前初出道時曾隆胸，但因所採用的充填料入侵肺部致部分肺組織壞死而引發後遺症 於第5集接受手術,後康復 （第2、4－5集） |
| 孟希璘   |            | Kitty之助手 （第2－4集） |
| 劉天龍   | Victor     | Kitty之經理人 （第2－4集） |
| 彭凱筠   | 楊敏惠     | 醫院發展局委員 負責處理醫護人員涉嫌違反醫療程序的內部聆訊，並作出裁決 （第2、7、10、19集） |
| 何文進   | 黃光耀     | 醫院發展局委員 負責處理醫護人員涉嫌違反醫療程序的內部聆訊，並作出裁決 （第2、7、10、19集） |
| 金韋飛   | 趙國雄     | 醫院發展局委員 負責處理醫護人員涉嫌違反醫療程序的內部聆訊，並作出裁決 （第2、7、10、19集） |
| 陳淑芬   |            | 醫院發展局委員 負責處理醫護人員涉嫌違反醫療程序的內部聆訊，並作出裁決 （第2、7、10、19集） |
| 魏惠文   | 蕭國球     | 的士司機 於第3集因患腦腫瘤導致性情大變而用的士撞向數名單車手，導致多人傷亡 於第5集襲擊警員逃走後割脈自殺身亡 （第3－5集） |
| 羅永健   |            | 單車手 車禍傷者（第3－4集） |
| 方伊琪   |            | 蕭國球之妻（第3－5集） |
| 李偉健   |            | 李子欣之男友（第5集） |
| 陳靖雲   | 李子欣     | 二十二歲 急症室病人 患有肺結核，並因一夜情而感染愛滋病（第5－6集） |
| 羅泳嫻   | 陳老師     | 幼稚園老師 於第5集被王志強用鎅刀脅持時暈倒，後送院（第5集） |
| 陳建文   | 馮老師     | 幼稚園老師 於第5集被王志強用鎅刀刺傷，生死未卜（第5集） |
| 吳珮如   |            | 幼稚園老師（第5集） |
| 方紹聰   | 王志強     | 四十歲 精神病患者 王梅之子 於第5集闖入西邊街一幼稚園襲擊教職員及多名學生，後被警方用槍打中頭部送院 於第6集傷重不治（第5－6集） 影射1982年元州邨安安幼稚園斬人案 |
| 余應彤   |            | 議員助理 吳榮業之助手（第6－8集） |
| 馮素波   | 王 梅      | 王老太 王志強之母 被吳榮業利用對付楊逸滔（第7－8集） |
| 江榮暉   | 李耀興     | 黑幫老大 急症室病人 服下五包可卡因，後因膠袋損毀導致可卡因滲漏而中毒，並引發冠心病（第7集） |
| 謝可逸   |            | 黑幫成員 李耀興之手下（第7集） |
| 姚宏遠   |            | 黑幫成員 李耀興之手下（第7集） |
| 程浩駿   |            | 黑幫成員 李耀興之手下（第7集） |
| 林浩文   |            | 黑幫成員 李耀興之手下（第7集） |
| 區靄玲   | 陳婆婆     | 急症室病人 馮小姐之母 因燙傷入院，經檢查後被發現腦部有腫瘤（第7集） |
| 梁珈詠   | 馮小姐     | 陳婆婆之女（第7集） |
| 丁樂鍶   |            | 香港大學醫學院三年級生 視唐明為偶像（第7集） |
| 朱斐斐   |            | 香港大學醫學院三年級生 視唐明為偶像（第7集） |
| 程 皓    |            | 香港大學醫學院三年級生 視唐明為偶像（第7集） |
| 伍禮騫   |            | 香港大學醫學院三年級生 視唐明為偶像（第7集） |
| 盧峻峯   | 周少康     | 急症室病人 因性侵犯一名女生後被對方咬斷手指並謊稱工作時受傷，後遭余湛琛揭穿而被捕（第8集） |
| 曾 敏    | 周 太      | 周少康之妻（第8集） |
| 甄詠珊   | 陸醫生     | 濟世醫院心胸肺外科主管／顧問醫生 於第9集將呂仲學患肺癌的消息告知楊逸滔（第9集） |
| 曾海昌   | 楊世龍     | 二十八歲 搬運工人 被誤困於冷藏車中而產生低溫症後送院，最終因儀器不足未能及時治療而去世（第10集） |
| 黃榮燊   |            | 林海生之助理（第10、15－16、22－23集） |
| 楊 埕    | 李樂霖     | 二十五歲 腦神經外科病人 患有崎型腦動脈瘤 何偉東之情婦 於第10集遭何偉東之妻子掌摑後情緒激動，後因病情突然急劇惡化而昏迷 於第11集接受由呂靄寧擔任主刀之手術（第10－11集） |
| 潘冠霖   | 何 太      | 何偉東之妻 何一波之母 於第10集到醫院掌摑李樂霖，並指責對方搶走自己丈夫 於第11集與丈夫爭執期間其子突然下車而被車撞傷（第10－11集） |
| 霍健邦   | 何偉東     | 李樂霖之情夫 何一波之父 於第11集與妻子爭執期間其子突然下車而被車撞傷（第11集） |
| 楊凱博   | 何一波     | 十歲 何偉東、何太之子 於第11集在父母爭執期間突然下車而被車撞傷，雖成功完成修補心臟血管手術，但其左腳小腿因細菌感染而需截肢（第11集） |
| 朱凱婷   |            | John之妻 Eric之母，因其吸毒引發長期咳嗽而入院 其外籍丈夫不滿余湛琛為兒子進行毒理測試一度企圖投訴其（第11集） |
| 樓嘉豪   |            | 三十歲 地盤工人（第12集） |
| 蘇逴殷   |            | 示威人士（第12集） |
| 梁百川   |            | 示威人士（第12集） |
| 鄧永健   |            | 郭慧鈴之夫（第13集） |
| 羅丹虹   | 郭慧鈴     | 跨性別人士 曾接受變性手術 被診斷出前列腺有腫瘤（第13集） |
| 張雪盈   |            | 鋼管舞舞孃（第13集） |
| 劉溫馨   |            | 鋼管舞舞孃（第13集） |
| 鄧伊婷   |            | 鋼管舞舞孃（第13集） |
| 王致狄   | 陳日材     | 西環工業地盤傷者 因胸部被鋼筋刺穿而須就地動手術，但送院後證實受細菌感染且引發敗血症死亡（第13集） |
| 李善恒   |            | 高級消防隊長（第13、18－19、22集） |
| 吳展驊   |            | 消防員（第13、18－19、22集） |
| 李嘉晉   |            | 消防員（第13、18－19、22集） |
| 黃凱琪   |            | 游國棟之助理（第13－15、23－25集） |
| 潘梓鋒   | Sam        | 游國棟之助理（第13－15、23－25集） |
| 朱滙林   | 黎家信     | 賢之夫 急症室病人 於第14集因咳嗽入院，三日前曾到埃及出差，被懷疑其感染中東呼吸綜合症而需隔離 於第15集交代經疾控中心檢驗後其患有甲型流感，而並非中東呼吸綜合症（第14集） |
| 利穎怡   | 賢         | 黎家信之妻 於第14集陪同其夫到急症室求診，期間被懷疑其被丈夫傳染而患上中東呼吸綜合症後需被隔離 於第15集交代經疾控中心檢驗後其患有甲型流感，而並非中東呼吸綜合症（第14集） |
| 趙樂賢   | 勤         | 車禍傷者 於第14集因車禍導致脊椎硬膜外積血，但因急症室被封鎖後被迫留急症室未能做手術而病情惡化 於第15集楊逸滔自願在診控中心未有結果之前提早替其做手術（第14－15集） |
| 鄒兆霆   |            | 西裝男 急症室病人 於第14集在急症室被封鎖後而被迫留在醫院暫時隔離（第14集） |
| 吳佩隆   |            | 大學生／情侶 急症室病人 於第14集在急症室被封鎖後而被迫留在醫院暫時隔離（第14集） |
| 陳嘉慧   |            | 大學生／情侶 急症室病人 於第14集在急症室被封鎖後而被迫留在醫院暫時隔離（第14集） |
| 楊依依   |            | 急症室病人 於第14集在急症室被封鎖後而被迫留在醫院暫時隔離（第14集） |
| 張智軒   | 鵬         | 張生 莎之夫（第14集） |
| 阮 兒    | 莎         | 張太 鵬之妻 孕婦 於第14集帶因兒子遭氣槍子彈射傷到急症室求醫，在急症室被封鎖期間突然早產作動並穿羊水，後在蘇怡協助下成功產子（第14集） |
| 蕭徽勇   | 吳 田      | 吳生 急症室病人 於第15集由樓梯跌下受傷入院，縫針期間睡著了但被韋文意誤以為其心臟停頓，實為其曾因心肌炎換人工心臟而測不到心跳（第15集） |
| 曾啟綸   | 曹 洋      | 曹哥、曹先生 急症室病人 內地富商 萬曆集團老闆 患有腦癌 林海生之好友 政府推行電子貨幣交易之合作對象 於第16集被楊逸滔要求其致電給政府高層迫使呂仲學撤銷對自己之起訴，作為替其做手術之條件，最終成功令呂仲學撤銷起訴 於第17集接受腦瘤切除手術（第15－17集） |
| 林宥喬   |            | 曹洋之助理（第15－16集） |
| 黃愷怡   |            | 曹洋之助理（第15－16集） |
| 陳狄克   |            | 貨車司機 撞傷一名電單車司機（第16集） |
| 陳勉良   |            | 乞丐 急症室病人 患有糖尿病（第16集） |
| 招浩明   | 廉         | 二十二歲 電單車司機 交通意外傷者 被貨車撞到受重傷後送院（第16集） |
| 蘇麗明   | 趙淑芬     | 精神病患者 劉德華之粉絲，並幻想對方是自己之另一半 只信任蘇怡一人 驗血顯示有懷孕跡象，後經超聲波檢查顯示卵巢有直徑五厘米腫瘤，並非懷孕（第17集） 角色設定影射楊麗娟 |
| 陳家良   | 林志雄     | 三十歲 冰球隊員 唐明、潘懷德之隊友 患有內臟逆位，體內器官位置與平常人相反 於第1集因食物中毒入院 於第18集在冰上曲棍球比賽時吐血送院，後發現患有肺動脈瘤，後在何秉光協助下成功完成腫瘤切除手術（第1、18集） |
| 蘇韻姿   | 林 太      | 林志雄之妻（第18集） |
| 吳偉豪   |            | 大學生 於第18集參與醫改方案論壇（第18集） |
| 季蘋蘋   |            | 少女 持雙程證來港 於第18集因煮飯時受傷，由於其並非香港人而未能支付急症室之全額費用，後得韋文意和方書婷私下替其縫針（第18集） |
| 馬俊傑   |            | 富商 醫療改革座談會來賓（第18集） |
| 王綺琴   | Teresa Lee | 富商 醫療改革座談會來賓（第18集） |
| 威廉陳   |            | 富商 醫療改革座談會來賓（第18集） |
| 梁 茵    |            | 富商 醫療改革座談會來賓（第18集） |
| 紀保羅   |            | 富商 醫療改革座談會來賓（第18集） |
| 關浩揚   |            | 富商 醫療改革座談會來賓（第18集） |
| 鄭雋熹   | 何應昆     | 酒店工程部工人 於第18集被重型機器壓傷，因其後腦率先著地，導致嚴重腦出血，後獲呂靄寧在毫無醫療裝備下用工業電鑽作出搶救，後送院昏迷不醒，但情況樂觀（第18－19集） |
| 董敬文   | 方浩德     | 急症室病人 於第19集因一次服用五粒威而鋼（偉哥）後長時間持續勃起入院（第19集） |
| 李啟傑   | 劉 東      | 赤柱監獄囚犯 於第19集其為逃獄而用磨尖的牙刷插傷自己假扮自殺，送院檢查後發現有牙刷碎片遺留在體內並已進入血管，其後襲擊兩名懲教人員並挾持潘懷德企圖逃離醫院，兩人糾纏時其突然暈倒 於第20集在替其進行取而走已流入心臟的牙刷碎片手術時突然大量出血，最終因急性彌散性血管內凝血傷重不治（第19－20集） |
| 莫家淦   |            | 赤柱監獄二級懲教助理 於第19集被劉東襲擊，導致鼻樑受傷移位，經治療後並無大礙（第19－20集） |
| 繆家慶   | 李日輝     | 赤柱監獄二級懲教助理 於第19集被劉東從後重擊後昏迷，導致腦出血並因頸椎骨折而無法呼吸，因林學祈未能及時將其送入手術室而失救死亡（第19集） |
| 曾慧雲   | 麗         | 急症室病人 因跌倒撞傷頭部而導致顱底骨骨折，致腦脊液流進身體而誤以為流鼻水不止，但得知自己病情後不願做手術（第20集） |
| 周寶霖   | 馬秀嫻     | 三十七歲 何秉光之妻，與其育有一子，經常在其做手術期間致電其，於第20集正式登場 於第20集與兒子在中環海濱嘉年華會遊玩時被洪國柱搶劫，在與其糾纏時跌倒，腦部受到重創 於第21集在手術後被宣告腦幹死亡，並需依靠儀器呼吸 於第22集病情突然惡化，最終何秉光忍痛決定為其拔喉而去世，後在其同意下捐出器官 於第23集交代其所捐贈之器官成功救活三名病人（第20－23集） |
| 關梓陽   | 洪國柱     | 劫匪 於第20集搶劫馬秀嫻，並令對方跌倒受重傷，後因內疚於西營盤跳樓自殺，導致身體多處骨折受重傷送院 於第21集交代其手術成功完成，清醒後請程洛雯代其向何秉光道歉，並已向警方自首（第20集） |
| 黃可盈   | 周美妮     | 急症室病人 嫦之女 十四歲，曾與一名十六歲少年發生關係而未成年懷孕 曾接受非法墮胎手術，因手術處理不善導致子宮內胎盤組織殘留及子宮收縮不良而出現持續出血及腹痛，後轉介到婦產科接受治療（第21集） |
| 黃梓瑋   | 嫦         | 周太 周美妮之母 曾帶其接受非法墮胎手術 原本想隱瞞女兒曾墮胎一事，但經檢查後被蘇怡揭穿，後向其坦白（第21集） |
| 章志文   | Victor     | 前要員保護組成員 康橋之好友 向楊逸滔透露唐明為郭逸財施心臟移植手術的詳情（第21集） |
| 盧海鷹   | 徐子高     | 阿高 中環品鴻技貿易有限公司銷售員 精神病患者 已於同一公司工作十九年，月入不足兩萬元，曾提及2003年沙士及2008年金融海嘯後未曾獲加薪 因無法儲足夠錢作置業首期而被拍拖五年的女友嫌棄，剛與其分手 與潘懷德有片面之緣，曾在灣仔的籃球場遇上其與方書婷一同打籃球，並與其傾談 之前在雪廠街公廁內拾獲警員佩槍 於第21集被上司莫先生責備及被要求代替實習生外出買奶茶而感到受侮辱，在與其爭執時向其開槍，並持槍挾持公司同事 於第22集聽從潘懷德勸籲讓傷者送往明成北醫院救治，並願意棄械投降後被捕（第21－22集） 角色名字參照：徐步高 |
|          | 莫先生     | 徐子高之上司 其孩子就讀小學 曾經多次搶走徐子高之客戶，並經常辱罵對方 於第21集責備其及要求其代替實習生外出買奶茶，在與其爭執時被其開槍射傷，情況一度危殆 於第22集在潘懷德成功勸服徐子高後被送院搶救（第21－22集） |
| 楊證樺   | 惡人       | 司機 其駕駛時撞凹了徐子高的車，後只給對方300元作為賠償（第21集） |
| 鄭詠謙   |            | 便衣警員 處理徐子高槍擊及挾持公司同事一案之警員 曾打算喬裝成前來處理槍擊案的明成北醫院醫生，並打算混入蘇怡及程洛雯等人當中，因無法出示醫護人員證件被徐子高識破，無法隨眾醫護人員進入貿易公司拯救人質（第21－22集） |
| 黃得生   |            | 便衣警員 處理徐子高槍擊及挾持公司同事一案之警員 曾打算喬裝成前來處理槍擊案的明成北醫院醫生，並打算混入蘇怡及程洛雯等人當中，因無法出示醫護人員證件被徐子高識破，無法隨眾醫護人員進入貿易公司拯救人質（第21－22集） |
| 陳偲穎   |            | 女童 急症室病人 曾被同學欺凌 於第23集懷疑被同學因貪玩將鉛筆插進其耳朵，導致令筆頭的擦膠塞在耳道中而不適入院，後轉介到耳鼻喉科接受治療，並聯絡醫務社工跟進（第23集） |
| 沈可欣   |            | 被欺凌女童之母 誤會女兒貪玩自己將鉛筆插入耳朵，後遭蘇怡發現其女兒曾受同學欺凌（第23集） |
| 余富根   |            | 局長助理（第24集） |
| 陳潁熙   |            | 大學生 急症室病人 於第24集因急性心肌炎在學校昏迷送院，在急症室急救期間曾一度心臟停頓，後經搶救後恢復心跳（第24集） |
| 邵展鵬   |            | 網絡打手 於第25集在楊逸滔及康橋的指示下發佈網上輿論，揭發醫改真相（第25集） |
| 黎寛怡   |            | 網絡打手 於第25集在楊逸滔及康橋的指示下發佈網上輿論，揭發醫改真相（第25集） |
| 周嘉全   |            | 網絡打手 於第25集在楊逸滔及康橋的指示下發佈網上輿論，揭發醫改真相（第25集） |
| 姚 兵    |            | 無國界醫生 程洛雯之同事（第25集） |
| 趙覺超   |            | 傷者 |
| 朱婉禎   |            | 主播 |

## 劇中專業用語

### 醫院部門
| 特殊用語    | 原意（中）     | 原意（英）                                 |
| A & E       | 急症室         | Accident & Emergency                       |
| CTS         | 心胸肺外科     | Cardiothoracic Surgery                     |
| ENT         | 耳鼻喉科       | Ear, Nose, and Throat／Otorhinolaryngology |
| GS          | 普通外科       | General Surgery                            |
| NES／Neuro  | 腦神經外科     | Neuroendovascular Surgery                  |
| Ortho       | 骨科           | Orthopaedics                               |
| Uro         | 泌尿科         | Urology                                    |
| Minor       | 小型手術室     | Minor Operating Theatre                    |
| OT          | 手術室         | Operating Theatre                          |
| ICU         | 深切治療部     | Intensive Care Unit                        |
| NICU        | 嬰兒深切治療部 | Neonatal Intensive Care Unit               |
| E Ward      | 觀察室         | Observation Ward                           |
| Lab         | 實驗室         | Laboratory                                 |
| R房         | 急症室搶救房   | Resuscitation Room                         |
| Trauma room | 創傷室         | Trauma center                              |

### 醫護人員
| 特殊用語     | 原意（中）   | 原意（英）                 |
| COS          | 主管醫生     | Chief of Service           |
| CON          | 顧問醫生     | Consultant                 |
| AC           | 副顧問醫生   | Associate Consultant       |
| MO／Resident | 駐院醫生     | Medical Officer／Resident  |
| Houseman     | 實習醫生     | Houseman                   |
| APN          | 資深護師     | Advanced Practice Nurse    |
| RN           | 註冊護士     | Registered Nurse           |
| EN           | 登記護士     | Enrolled Nurse             |
| AIO          | 救護指揮     | Ambulance Incident Officer |
| MCO          | 醫療指揮官   | Medical Control Officer    |
| Perfusionist | 灌注師       | Perfusionist               |
| Trauma team  | 創傷組       | Trauma team                |
| Secu         | 保安人員     | Security Guard             |
| SSO          | 高級消防隊長 | Senior Station Officer     |

### 醫學用語
| 特殊用語           | 原意（中）       | 原意（英）                         |
| AD cat             | 入院診斷類別     | Admitting diagnosis category       |
| AFP                | 癌症指數         | Alpha Fetoprotein                  |
| ALT                | 肝功能指數       | Alanine Transaminase               |
| BAL                | 血液酒精濃度     | Blood Alcohol Level                |
| Blood loss         | 失血量           | Blood loss                         |
| BP                 | 血壓             | Blood Pressure                     |
| Cerebral convexity | 大腦半球凸面     | Cerebral convexity                 |
| FiO2               | 氧氣濃度         | Fraction of Inspired Oxygen        |
| GCS                | 昏迷指數         | Glasgow Coma Scale                 |
| Heart rate         | 心率             | Heart rate                         |
| ICP                | 顱內壓           | Intracranial Pressure              |
| mA                 | 毫安培           | Milliampere                        |
| MAP／Mean AP       | 平均動脈壓       | Mean Arterial Pressure             |
| mmHg               | 毫米汞柱         | Millimetre of mercury              |
| PA                 | 肺動脈           | Pulmonary Artery                   |
| PCO2               | 動脈二氧化碳分壓 | Partial Pressure of Carbon Dioxide |
| Perfusion pressure | 血流灌注壓       | Perfusion pressure                 |
| Pulse              | 脈搏             | Pulse                              |
| RR                 | 呼吸速度         | Respiratory Rate                   |
| Saturation         | 血氧飽和度       | Saturation                         |
| SpO2               | 血液含氧量       | Saturation of Peripheral Oxygen    |
| SSEP               | 體感誘發電位     | Somatosensory Evoked Potential     |
| Temp               | 體溫             | Temperature                        |
| Vital              | 生命指數         | Vital Signs                        |

### 醫療疾病
| 特殊用語                 | 原意（中）             | 原意（英）                             |
| A-fib                    | 心房顫動               | Atrial Fibrillation                    |
| AMI                      | 急性心肌梗塞           | Acute Myocardial Infarction            |
| ASD                      | 心房中隔缺損           | Atrial Septal Defect                   |
| Asystole                 | 心跳停止               | Asystole                               |
| Atrial myxoma            | 心房黏液瘤             | Atrial myxoma                          |
| AVM                      | 動靜脈畸形             | Arteriovenous Malformation             |
| Body Packer              | 人體運毒               | Body Packer                            |
| Cancer                   | 癌症                   | Cancer                                 |
| Cardiac Arrest           | 心臟停頓               | Cardiac Arrest                         |
| Cardiac Tamp Block       | 心臟壓塞               | Cardiac Tamponade                      |
| Compartment Syndrome     | 腔室症候群             | Compartment Syndrome                   |
| Coronary Atherosclerosis | 冠狀動脈硬化           | Coronary Atherosclerosis               |
| Cyanosis                 | 紫紺色                 | Cyanosis                               |
| Desat                    | 氧氣飽和度下降         | Oxygen Desaturation                    |
| DIC                      | 瀰漫性血管內凝血       | Disseminated Intravascular Coagulation |
| Distension               | 怒張                   | Distension                             |
| Flail Chest              | 連枷胸                 | Flail Chest                            |
| Fracture                 | 骨折                   | Fracture                               |
| Hematoma                 | 血腫                   | Hematoma                               |
| HIV                      | 愛滋病毒               | Human Immunodeficiency Virus           |
| Hypothermia              | 低溫症                 | Hypothermia                            |
| MERS                     | 中東呼吸綜合症         | Middle East Respiratory Syndrome       |
| Midline Shift            | 腦中線偏移             | Midline Shift                          |
| MVP                      | 二尖瓣脫垂             | Mitral Valve Prolapse                  |
| Myocardial infarction    | 心肌壞死               | Myocardial infarction                  |
| Open TB                  | 開放型結核病           | Open Tuberculosis                      |
| PAT                      | 穿透性腹部創傷         | Penetrating Abdominal Trauma           |
| PVS                      | 持續性植物狀態         | Persistent Vegetative State            |
| SARS                     | 嚴重急性呼吸系統綜合症 | Severe Acute Respiratory Syndrome      |
| SIT                      | 內臟逆位               | Situs Inversus Totalis                 |
| SOB                      | 呼吸短促               | Shortness of Breath                    |
| Suprasellar meningioma   | 鞍上腦膜瘤             | Suprasellar meningioma                 |
| Surgical Emphysema       | 皮下氣腫               | Surgical Emphysema                     |
| SVT                      | 室上性心動過速         | Supraventricular Tachycardia           |
| Tachy                    | 心動過速               | Tachycardia                            |
| TA                       | 交通意外               | Traffic Accident                       |
| Tear                     | 撕裂傷                 | Tear                                   |
| Tension Pneumothorax     | 張力性氣胸             | Tension Pneumothorax                   |
| Tumour                   | 腫瘤                   | Tumour                                 |
| VF／V-fib                | 心室纖維性顫動         | Ventricular Fibrillation               |

### 醫療設備
| 特殊用語              | 原意（中）         | 原意（英）                                         |
| BVM                   | 袋面罩             | Bag Valve Mask                                     |
| Chest Tube            | 刺穿引流           | Chest Tube                                         |
| CT (Scan)             | 電腦斷層掃描       | Computed Tomography Scan                           |
| Defib                 | 除顫器             | Defibrillator                                      |
| E-trolley             | 急救車             | Emergency trolley                                  |
| ECG                   | 心電圖             | Electrocardiogram                                  |
| ECMO                  | 人工肺             | Extracorporeal Membrane Oxygenation                |
| ET Tube               | 氣管插管           | Endotracheal Tube                                  |
| FAST Scan             | 創傷重點超聲波評估 | Focused Assessment with Sonography for Trauma Scan |
| Mic                   | 手術顯微鏡         | Operating Microscope                               |
| MRI                   | 磁力共振           | Magnetic Resonance Imaging                         |
| Tox Screen            | 毒理測試           | Toxicology Screen                                  |
| Type and Screen       | 配血測試           | Type and Screen                                    |
| Ultrasound            | 超聲波             | Ultrasound                                         |
| Aortic Cannula        | 主動脈導管         | Aortic Cannula                                     |
| Aortic Cross Clamp    | 大主動脈鉗         | Aortic Cross Clamp                                 |
| Bipolar               | 雙極電刀           | Bipolar forceps                                    |
| Diathermy             | 電刀               | Diathermy                                          |
| Gauze                 | 紗布               | Gauze                                              |
| Long forceps          | 長鉗               | Long forceps                                       |
| Retractor             | 牽引器             | Retractor                                          |
| Scalpel               | 手術刀             | Scalpel                                            |
| Scissors              | 剪刀               | Scissors                                           |
| Suction               | 抽吸               | Suction                                            |
| Vascular Clamp        | 血管鉗             | Vascular Clamp                                     |
| Venous Cannula        | 靜脈引流           | Venous Cannula                                     |
| 大A                   | 腎上腺素           | Adrenaline                                         |
| ATT                   | 破傷風針           | Anti Tetanus Toxoid                                |
| ATP                   | 三磷酸腺苷         | Adenosine Triphosphate                             |
| Cardioplegic Solution | 心臟麻痺液         | Cardioplegic Solution                              |
| Cyro                  | 凝血因子           | Cryoprecipitate                                    |
| EPI                   | 腎上腺素           | Epinephrine                                        |
| FFP                   | 新鮮冷凍血漿       | Fresh Frozen Plasma                                |
| Labetalol             | 拉貝洛爾           | Labetalol                                          |
| MES                   | 咳藥水             | Mist Expectorant Stimulant                         |
| Midaz                 | 咪達唑崙           | Midazolam                                          |
| Nitro Drip            | 硝酸甘油滴注       | Nitroglycerin Drip                                 |
| NS                    | 生理鹽水           | Normal Saline                                      |
| PAG                   | 聚丙烯酰胺凝膠     | Polyacrylamide Gel                                 |
| Valium                | 地西泮             | Diazepam                                           |
| Ventolin              | 舒喘靈             | Salbutamol                                         |

### 醫療程序
| 特殊用語                     | 原意（中）                   | 原意（英）                      |
| ABG                          | 動脈血氣                     | Arterial Blood Gas              |
| AFB Smear                    | 抗酸菌塗片                   | Acid-Fast Bacilli Smear         |
| CBC                          | 血細胞計數                   | Complete Blood Count            |
| CBP                          | 血全像                       | Complete Blood Picture          |
| Crossmatch                   | 交叉試驗                     | Crossmatch                      |
| IV                           | 靜脈注射                     | Intravenous therapy             |
| LFT                          | 肝功能測試                   | Liver Function Test             |
| Log roll                     | 整體翻身                     | Log roll                        |
| Physio                       | 物理治療                     | Physiotherapy                   |
| Simple Suture                | 基本縫合                     | Simple Interrupted Suture       |
| Subcuticular Suture          | 表皮縫合法                   | Subcuticular Suture             |
| Bentall Operation            | 主動脈根部置換手術           | Bentall Procedure               |
| Bypass                       | 體外循環                     | Cardiopulmonary Bypass          |
| Cardiac Auto Transplantation | 自體心臟移植                 | Cardiac Auto Transplantation    |
| CPR                          | 心肺復甦                     | Cardiopulmonary Resuscitation   |
| DSA                          | 血管造影                     | Digital Subtraction Angiography |
| Internal Cardiac Massage     | 體內心臟按摩                 | Internal Cardiac Massage        |
| Lobectomy                    | 腦葉切除手術                 | Lobectomy                       |
| Needle Decompression         | 針刺減壓                     | Needle Decompression            |
| OGD                          | 食道、胃、十二指腸內視鏡檢查 | Oesophago-Gastro-Duodenoscopy   |
| Pericardial Decompression    | 心包減壓                     | Pericardial Decompression       |
| Peritoneal Lavage            | 腹腔灌洗                     | Peritoneal Lavage               |
| VNS                          | 迷走神經刺激術               | Vagus Nerve Stimulation         |

## 劇情牽涉到的社會議題
雖然劇情與現實社會議題沒有直接關係，但劇中不少情節都是根據現實中發生過的新聞事件加以改編。
- 2000年：香港醫療改革（全劇）
- 2013年：瑪麗醫院換錯心醫療事故（第2集）[9]
- 1982年：元洲街邨安安幼稚園斬人案（第5－6集）[10][11]
- 2017年：吳國際於手術期間擅自離開手術室事件（第6集）[12]
- 1999年：董曉明於手術期間接聽電話事件（第6集）[13]
- 2010年：土瓜灣馬頭圍道塌樓事件（第13集）
- 2012年：香港爆發疑似中東呼吸綜合症（第14－15集）
- 2016年：瑪嘉烈醫院囚犯留院期間圖脫手銬越押事件（第19集）[14]
- 1993年：香港總督彭定康於瑪麗醫院接受心臟手術（第21集）[15]
- 2014年：啟晴邨槍擊案（第21集）
- 2010年：毛妹芭蕾舞校校長捐出器官救活三人事件（第22－23集）[16]
- 2018年：何福堂小學一年級學生遭欺凌（第23集）[17]

## 播出時間
| 頻道/影音 | 所在地 | 播出日期       | 播出時間 |
| --------- | ------ | -------------- | -------- |
| MyVideo   | 臺灣   | 2019年10月24日 |          |
| KKTV      | 臺灣   |                |          |
| HamiVideo | 臺灣   |                |          |

## 收視
| 週次 | 集數   | 日期                   | 收視率 | 備註 |
| 1    | 1－5   | 2019年6月10日－6月14日 | 28點   | 星期一至五總收視27.7點 首集總收視28.7點 第2集總收視28.4點 第3集總收視25.6點 第4集總收視28點 第5集總收視27.5點 |
| 2    | 6－10  | 2019年6月17日－6月21日 | 28點   | 星期一至五總收視28.3點 第6集總收視28.7點                                                                      |
| 3    | 11－15 | 2019年6月24日－6月28日 | 28點   | 星期一至五總收視28.4點                                                                                        |
| 4    | 16－20 | 2019年7月1日－7月5日   | 28點   | 星期一至五總收視28.1點 居全週收視最高節目                                                                     |
| 5    | 21－25 | 2019年7月8日－7月12日  | 31點   | 星期一至五總收視30.7點 第25集總收視32.1點 居全週收視最高節目                                                  |
| 全劇 | 全劇   | 全劇                   | 29點   | 平均總收視28.64點                                                                                             |

| 週次 | 集數   | 日期                   | 收視率 | 備註                   |
| 1    | 1－5   | 2019年6月10日－6月14日 | 18點   | 星期一至五總收視17.6點 |
| 2    | 6－10  | 2019年6月17日－6月21日 | 18點   | 星期一至五總收視18.0點 |
| 3    | 11－15 | 2019年6月24日－6月28日 | 18點   | 星期一至五總收視18.3點 |
| 4    | 16－20 | 2019年7月1日－7月5日   | 18點   | 星期一至五總收視18.0點 |
| 5    | 21－25 | 2019年7月8日－7月12日  | 20點   | 星期一至五總收視19.7點 |
| 全劇 | 全劇   | 全劇                   | 18點   | 全劇總收視18.3點       |

## 獎項

### 萬千星輝頒獎典禮2019
| 年份 | 獎項               | 單位                              | 結果             |
| ---- | ------------------ | --------------------------------- | ---------------- |
| 2019 | 最佳劇集           | 白色強人                          | 獲獎             |
| 2019 | 最佳男主角         | 郭晉安                            | 提名             |
| 2019 | 最佳男主角         | 馬國明                            | 獲獎             |
| 2019 | 最佳女主角         | 唐詩詠                            | 提名（最後五強） |
| 2019 | 最佳女主角         | 李佳芯                            | 提名（最後五強） |
| 2019 | 最佳女主角         | 張曦雯                            | 提名             |
| 2019 | 最受歡迎電視男角色 | 楊逸滔（郭晉安 飾）               | 提名             |
| 2019 | 最受歡迎電視男角色 | 唐 明（馬國明 飾）                | 提名（最後五強） |
| 2019 | 最受歡迎電視男角色 | 潘懷德（何廣沛 飾）               | 提名             |
| 2019 | 最受歡迎電視女角色 | 蘇 怡（唐詩詠 飾）                | 提名（最後五強） |
| 2019 | 最受歡迎電視女角色 | 程洛雯（李佳芯 飾）               | 提名             |
| 2019 | 最受歡迎電視女角色 | 呂靄寧（張曦雯 飾）               | 提名             |
| 2019 | 最佳男配角         | 張達倫                            | 提名             |
| 2019 | 最佳男配角         | 蔣志光                            | 提名             |
| 2019 | 最佳男配角         | 何廣沛                            | 提名（最後五強） |
| 2019 | 最佳男配角         | 姜大衞                            | 提名（最後五強） |
| 2019 | 最佳男配角         | 韋家雄                            | 提名             |
| 2019 | 最佳女配角         | 朱智賢                            | 提名             |
| 2019 | 最佳女配角         | 馮盈盈                            | 提名             |
| 2019 | 飛躍進步女藝員     | 張曦雯                            | 獲獎             |
| 2019 | 最受歡迎電視拍檔   | 馬國明、郭晉安                    | 提名             |
| 2019 | 最受歡迎電視歌曲   | 《選擇善良》（鄭俊弘 主唱）       | 提名             |
| 2019 | 最受歡迎電視歌曲   | 《沒有你開始》（HANA菊梓喬 主唱） | 提名             |
| 2019 | 最受歡迎電視歌曲   | 《Can You Hear》（譚嘉儀 主唱）   | 提名             |

### 星和璀璨星光夜2019
| 年份 | 獎項              | 單位                        | 結果 |
| ---- | ----------------- | --------------------------- | ---- |
| 2019 | 最佳TVB男藝人     | 馬國明                      | 獲獎 |
| 2019 | 最佳TVB女藝人     | 唐詩詠                      | 獲獎 |
| 2019 | TVB最喜愛角色     | 程洛雯（李佳芯 飾）         | 獲獎 |
| 2019 | 最佳TVB電視主題曲 | 《選擇善良》（鄭俊弘 主唱） | 獲獎 |

## 記事
- 2018年2月27日：本劇於12:30在將軍澳工業村駿才街77號電視廣播城一廠Common Room舉行試造型記者會。
- 2018年4月9日：本劇於11:30在將軍澳工業村駿才街77號電視廣播城十二廠舉行拜神儀式。
- 2018年7月2日：本劇台前幕後出席煞科宴。
- 2018年9月25日：TVB POWER「戲劇最強 好戲連場」記者會。
- 2019年6月3日：此劇於19:30在九龍灣國際展貿中心E-Max地下中央廣場舉行首映會。
- 2019年6月9日：此劇於15:00在馬鞍山西沙路608號馬鞍山廣場二樓中庭舉行「白色使命 強人列陣」宣傳活動，以及製作特輯《白色強人 國手對決》於當日22:30－23:00播出。
- 2019年6月18日：此劇於14:30在葵涌大連排道132-134號TLP132三樓葵涌癌協賽馬會服務中心舉行「醫者仁心 勿忘初衷」宣傳活動。
- 2019年6月27日：此劇於13:30在荔枝角長沙灣道883號億利工業中心4樓417室BALL ROOM舉行「強強對壘 勢不可擋」宣傳活動。
- 2019年7月7日：此劇於14:00在紅磡都會道6-10號置富都會L7大堂舉行「強人·終章」宣傳活動。

## 軼事
- 此劇是2019無綫月曆作品之一。
- 此劇「明成北醫院」的取景地是在香港屯門源·區、深圳萬科中心及深圳前海深港青年夢工場[21]。
- 此劇中的「醫院發展局」和「衛生局」為虛構機構，影射現實中的醫院管理局和食物及衞生局。
- 此劇中政府總部內部及行政長官與一眾官員召開記者招待會的取景地是香港文化博物館大堂中庭。
- 此劇是郭晉安在無綫電視經理人合約中的最後一套作品及繼《團圓》、《致命復活》後第三次飾演性格亦正亦邪的角色。
- 此劇「楊逸滔」及「唐明」原定分別由陳豪和陳展鵬飾演，後因兩人分別檔期問題和家中有事而辭演，改由郭晉安和馬國明飾演，陳豪其後在《白色強人2》以另外一個角色身份參與演出。
- 此劇「林學祈」原定由陳智燊或梁競徽飾演，後因兩人分別合約問題和要拍攝《鐵探》而辭演，改由黃嘉樂飾演。
- 此劇「汪澄」原定由沈卓盈飾演，後因合約問題，改由潘芳芳飾演。
- 此劇是郭晉安、馬國明繼《創世紀》、《同撈同煲》、《阿旺新傳》、《古靈精探》後第五度合作。
- 此劇是郭晉安、唐詩詠、姜大衞繼《ID精英》後再度合作。
- 此劇是馬國明、唐詩詠、蔣志光與黃嘉樂繼《鐵馬尋橋》後再度合作。
- 此劇是李佳芯、張曦雯與何廣沛繼《律政強人》、《跳躍生命線》後再度合作。
- 此劇是何廣沛、姜大衞、韋家雄、編審黃偉強及監製羅永賢繼《超時空男臣》後再度合作。
- 此劇演員郭田葰曾為急症科醫生，在戲中亦飾演急症室駐院醫生。
- 此劇是郭晉安繼《依家有喜》、《末代御醫》後再度飾演醫生。
- 此劇是馬國明繼《本草藥王》、《無業樓民》、《雷霆第一關》、《公私戀事多》、《紅衣手記》、《流金歲月》、《天涯俠醫》、《On Call 36小時》、《On Call 36小時II》後再度飾演醫生。
- 此劇由馬國明飾演的「唐明」一角與2002年劇集《烈火雄心II》中方中信飾演的角色名字雷同。
- 此劇由唐詩詠飾演的「蘇怡」一角與2003年劇集《衝上雲霄》中胡杏兒飾演的角色名字雷同。
- 此劇在中國內地知名影視評論網站豆瓣「華語口碑劇集榜」中連續兩星期排名第一（6月19日、6月26日），是2019年度兩部排名榜首的港劇之一（另一部為《金宵大廈》）。
- 此劇中衞生局局長游國棟（鄭子誠飾）用「壽終正寢」一詞形容醫改失敗，與現實中時任行政長官林鄭月娥回應修訂逃犯條例的言論同出一轍，且劇集播出的日期早於該言論12日[22]。
- 此劇大部份演員曾經拍攝《律政強人》及《跳躍生命線》，同時此劇為前者製作班底打造，故主角設定和感情線同前者十分相似。
- 此劇最終沒有交代「程洛雯」一角的下場。
- 此劇在新加坡新傳媒8頻道播出時，刻意將手術部分畫面進行黑白處理以及刪減。
- 此劇中行政長官（吳瑞庭飾）的姓名為「郭逸材」，與香港電視網絡劇集《選戰》內的行政長官（梁健平飾）同名。《選戰》劇情當中，郭逸材是2012-2022年行政長官，與此劇時間線播出時重疊，而兩劇同為黃偉強編審。

## 外部連結
- 《白色強人》解構三大必看原因 + 角色攻略 - TVB Weekly （页面存档备份，存于）
- 豆瓣电影上《白色強人》的資料 （简体中文）

## 電視節目的變遷
| 香港 無綫電視翡翠台／ 澳門 TVB Anywhere翡翠台 星期一至五 21:30－22:30 | 香港 無綫電視翡翠台／ 澳門 TVB Anywhere翡翠台 星期一至五 21:30－22:30 | 香港 無綫電視翡翠台／ 澳門 TVB Anywhere翡翠台 星期一至五 21:30－22:30 |
| --------------------------------------------------------------------- | --------------------------------------------------------------------- | --------------------------------------------------------------------- |
|                                                                       | 白色強人 （2019年6月10日－2019年7月12日）                             |                                                                       |
| 婚姻合伙人 （2019年5月13日－2019年6月7日）                            | 十二傳說 （2019年7月15日－2019年8月16日）                             |                                                                       |

香港以外地區播放
| 新加坡、 马来西亚 翡翠台 星期一至五 21:30－22:30 | 新加坡、 马来西亚 翡翠台 星期一至五 21:30－22:30 | 新加坡、 马来西亚 翡翠台 星期一至五 21:30－22:30 |
| ------------------------------------------------ | ------------------------------------------------ | ------------------------------------------------ |
|                                                  | 白色強人 （2019年6月10日－2019年7月12日）        |                                                  |
| 婚姻合伙人 （2019年5月13日－2019年6月7日）       | 十二傳說 （2019年7月15日－2019年8月16日）        |                                                  |

| 马来西亚 Astro AOD、Astro AOD HD 星期一至五 21:30－22:30 | 马来西亚 Astro AOD、Astro AOD HD 星期一至五 21:30－22:30 | 马来西亚 Astro AOD、Astro AOD HD 星期一至五 21:30－22:30 |
| -------------------------------------------------------- | -------------------------------------------------------- | -------------------------------------------------------- |
|                                                          | 白色強人 （2019年6月10日－2019年7月12日）                |                                                          |
| 婚姻合伙人 （2019年5月13日－2019年6月7日）               | 十二傳說 （2019年7月15日－2019年8月16日）                |                                                          |

| 新加坡 HUB戲劇首選 星期一至五 21:30－22:30 | 新加坡 HUB戲劇首選 星期一至五 21:30－22:30 | 新加坡 HUB戲劇首選 星期一至五 21:30－22:30 |
| ------------------------------------------ | ------------------------------------------ | ------------------------------------------ |
|                                            | 白色強人 （2019年6月10日－2019年7月12日）  |                                            |
| 婚姻合伙人 （2019年5月13日－2019年6月7日） | 十二傳說 （2019年7月15日－2019年8月16日）  |                                            |

| 澳洲 無綫翡翠台 星期二至六 21:30－22:30    | 澳洲 無綫翡翠台 星期二至六 21:30－22:30   | 澳洲 無綫翡翠台 星期二至六 21:30－22:30 |
| ------------------------------------------ | ----------------------------------------- | --------------------------------------- |
|                                            | 白色強人 （2019年6月11日－2019年7月13日） |                                         |
| 婚姻合伙人 （2019年5月15日－2019年6月9日） | 十二傳說 （2019年7月16日－2019年8月17日） |                                         |

| 新加坡 HUB娛家戲劇台 劇集首映 星期一至五 20:00－21:00 | 新加坡 HUB娛家戲劇台 劇集首映 星期一至五 20:00－21:00 | 新加坡 HUB娛家戲劇台 劇集首映 星期一至五 20:00－21:00 |
| ----------------------------------------------------- | ----------------------------------------------------- | ----------------------------------------------------- |
|                                                       | 白色強人 （2019年10月22日－2019年11月25日）           |                                                       |
| 婚姻合伙人 （2019年9月24日－2019年10月21日）          | 十二傳說 （2019年11月26日－2019年12月30日）           |                                                       |

| 美国 TVB1 黃金劇場 星期一至五 22:00－23:00 東岸時間 | 美国 TVB1 黃金劇場 星期一至五 22:00－23:00 東岸時間               | 美国 TVB1 黃金劇場 星期一至五 22:00－23:00 東岸時間 |
| --------------------------------------------------- | ----------------------------------------------------------------- | --------------------------------------------------- |
|                                                     | 白色強人 （2019年12月2日－2020年1月3日）                          |                                                     |
| 7日羅曼史 （2019年11月26日－2019年11月29日）        | 黃金有罪 東岸時間（19:30－20:30） （2020年1月6日－2020年2月14日） |                                                     |

| 美国 TVBe 星期一至五 黃金劇場 時段 16:00－17:00 | 美国 TVBe 星期一至五 黃金劇場 時段 16:00－17:00 | 美国 TVBe 星期一至五 黃金劇場 時段 16:00－17:00 |
| ----------------------------------------------- | ----------------------------------------------- | ----------------------------------------------- |
|                                                 | 白色強人 （2019年6月10日－2019年7月12日）       |                                                 |
| 婚姻合伙人 （2019年5月13日－2019年6月7日）      | 十二傳說 （2019年7月15日－2019年8月16日）       |                                                 |

| Astro華麗台、Astro華麗台HD 星期一至五 21:30－22:30 時段 | Astro華麗台、Astro華麗台HD 星期一至五 21:30－22:30 時段 | Astro華麗台、Astro華麗台HD 星期一至五 21:30－22:30 時段 |
| ------------------------------------------------------- | ------------------------------------------------------- | ------------------------------------------------------- |
|                                                         | 白色強人 （2019年12月10日－2020年1月13日）              |                                                         |
| 鐵探 （2019年10月28日－2019年12月9日）                  | 包青天再起風雲 （2020年1月14日－2020年2月25日）         |                                                         |

| 新加坡 新傳媒8頻道 星期一至五 19:30－20:00 · （每次播出原版的半集） · （电视播出华语版，电视台网站 www.mewatch.sg 提供华粤双语版本） | 新加坡 新傳媒8頻道 星期一至五 19:30－20:00 · （每次播出原版的半集） · （电视播出华语版，电视台网站 www.mewatch.sg 提供华粤双语版本） | 新加坡 新傳媒8頻道 星期一至五 19:30－20:00 · （每次播出原版的半集） · （电视播出华语版，电视台网站 www.mewatch.sg 提供华粤双语版本） |
| --- | --- | --- |
| | 白色強人 （2020年3月18日－2020年5月26日） PG                                                                                         | |
| 溏心風暴3 （2019年11月27日－2020年3月17日）                                                                                          | 她她她的少女時代 （2020年5月27日－2020年7月21日）                                                                                    | |
| 星期一至三 15:30－16:30（重播） （2021年9月30日起，星期一至四 15:30－16:30）                                                         | | |
| 溏心風暴3 （2021年6月16日－2021年9月15日）                                                                                           | 白色強人 （2021年9月20日－2021年11月2日） PG                                                                                         | 廉政行動2019 （2021年11月3日－2021年11月10日）                                                                                       |

| 马来西亚 八度空間 TVB之最 星期一至五 19:00－19:58                  | 马来西亚 八度空間 TVB之最 星期一至五 19:00－19:58 | 马来西亚 八度空間 TVB之最 星期一至五 19:00－19:58 |
| ------------------------------------------------------------------ | ------------------------------------------------- | ------------------------------------------------- |
|                                                                    | 白色強人 （2020年12月9日－2021年1月12日）         |                                                   |
| 盜墓筆記重啟之極海聽雷（第一季） （2020年10月26日－2020年12月8日） | 鐵探 （2021年1月13日－2021年2月23日）             |                                                   |

| 泰國 泰國第3電視台（33） 星期一至日 15:43－16:27        | 泰國 泰國第3電視台（33） 星期一至日 15:43－16:27         | 泰國 泰國第3電視台（33） 星期一至日 15:43－16:27 |
| ------------------------------------------------------- | -------------------------------------------------------- | ------------------------------------------------ |
|                                                         | 白色強人 ทีมแพทย์หัวใจทระนง （2020年12月19日－2021年1月日） |                                                  |
| 跳躍生命線 สายด่วนกู้ชีพ （2020年11月17日－2020年12月18日） | —                                                        |                                                  |

| 马来西亚 八度空間 星期一至五 13:00－14:00           | 马来西亚 八度空間 星期一至五 13:00－14:00         | 马来西亚 八度空間 星期一至五 13:00－14:00 |
| --------------------------------------------------- | ------------------------------------------------- | ----------------------------------------- |
|                                                     | 白色強人（重播） （2021年4月19日－2021年5月21日） |                                           |
| 多功能老婆（重播） （2021年3月15日－2021年4月16日） | 苦力（重播） （2021年5月24日－2021年7月2日）      |                                           |

| 香港、 马来西亚、 新加坡 TVB星河频道 星期一至五19:30 - 20:30 | 香港、 马来西亚、 新加坡 TVB星河频道 星期一至五19:30 - 20:30 | 香港、 马来西亚、 新加坡 TVB星河频道 星期一至五19:30 - 20:30 |
| ------------------------------------------------------------ | ------------------------------------------------------------ | ------------------------------------------------------------ |
|                                                              | 白色强人 （2022年10月10日－2022年11月11日）                  |                                                              |
| 牛下女高音 （2022年8月29日- 2022年10月7日）                  | 解决师 （2022年11月14日- 2022年12月23日）                    |                                                              |

| 翡翠台香港時區 星期一至五 21:30－22:30    | 翡翠台香港時區 星期一至五 21:30－22:30                                                           | 翡翠台香港時區 星期一至五 21:30－22:30 |
| ----------------------------------------- | ------------------------------------------------------------------------------------------------ | -------------------------------------- |
|                                           | 白色強人 （2025年4月11日－2025年5月15日）                                                        |                                        |
| 一舞傾城 （2025年3月11日－2025年4月10日） | 獅子山下2024 - 下世不要嫁給你 （2025年5月16日）荷里活有個大老千 （2025年5月19日－2025年6月27日） |                                        |